# Président de la république de Macédoine du Nord
Le président de la république de Macédoine du Nord (en macédonien : Претседател на Република Северна Македонија romanisé :  Pretsedatel na Republika Severna Makedonija) est le chef d'État de la Macédoine du Nord conformément à la constitution de 1991. En sa qualité de président, il est également commandant en chef des forces armées du pays.
Le président de la République est élu au scrutin uninominal majoritaire à deux tours pour un mandat de cinq ans, renouvelable une unique fois consécutivement. Il doit être citoyen macédonien de plus de 40 ans et avoir vécu au moins 10 ans en Macédoine du Nord au cours des 15 dernières années.
Dans le cadre d'un régime parlementaire, la fonction présidentielle n'exerce pas le pouvoir exécutif, celui-ci revenant au gouvernement et à son président.
Le premier président de la République est Kiro Gligorov élu en 1991. L'actuelle titulaire de la fonction est Gordana Siljanovska-Davkova depuis le 12 mai 2024.

## Histoire
À l'époque de la république socialiste de Macédoine, le pouvoir présidentiel était détenu par un collège, qui fut aboli en 1991. Le premier président à être élu au sein de cette présidence collégiale fut Metodija Andonov Čento, et le dernier fut Vladimir Mitkov.
En 1990, lors de la transition d'un système socialiste à une démocratie parlementaire, la Macédoine se dota d'un seul et unique président ; ce poste fut définitivement créé en 1991. Kiro Gligorov devint le premier président de la république socialiste yougoslave de Macédoine élu démocratiquement le 27 janvier 1991.
Le 16 avril 1991, le Parlement adopta un amendement constitutionnel qui retirait le terme « socialiste » du nom officiel du pays, et le 7 juin de la même année, le nouveau nom de république de Macédoine était adopté. Le titre porté par Gligorov devient donc « président de la république de Macédoine ». Après que le processus de dissolution de la Yougoslavie eut commencé, la république de Macédoine proclama son indépendance totale le 8 septembre 1991, après référendum. Six présidents se sont succédé depuis 1991.

## Élection

### Condition de candidature
La fonction de président de la République n'est pas compatible avec l'exercice d'autres fonctions publiques, profession ou fonction au sein d'un parti politique.
L'article 80 de la constitution impose aux candidats à la fonction de président de la République d'être citoyen de la république de Macédoine du Nord et d'avoir, le jour de l'élection, au minimum quarante ans. De plus, « une personne qui jusqu'au jour des élections n’aura pas résidé sur le territoire de la république de Macédoine du Nord au moins dix ans dans les quinze dernières années » ne peut être élue président. A ces conditions s'ajoutent celle de la loi électorale, qui impose aux candidats d'obtenir les parrainages préalables d'au moins 10 000 électeurs ou au moins 30 députés.

### Processus électoral
Le président est élu par le biais d'une forme modifiée du scrutin uninominal majoritaire à deux tours pour un mandat de cinq ans renouvelable une seule fois. Si aucun candidat ne recueille la majorité absolue des inscrits — et non des suffrages exprimés — au premier tour, un second a lieu dans les quatorze jours entre les deux candidats arrivés en tête, et celui recueillant le plus de voix est déclaré élu. Le résultat du scrutin n'est cependant considéré comme valide qu'à la condition de réunir un taux de participation d'au moins 40 % au second tour. Si ce taux n'est pas atteint, toute la procédure électorale est reprise. Ce quorum de participation ne s'applique qu'au second tour, et non au premier,. Lorsqu'il y a un seul candidat à la présidence de la République et qu’il n'a pas obtenu, au premier tour des élections, la majorité requise du total des inscrits, toute la procédure est renouvelée ».
L'élection présidentielle a lieu durant les 60 derniers jours du mandat du président en exercice. En cas de cessation du mandat du président de la République avant son terme naturel pour quelque raison que ce soit, l'élection du nouveau président est organisée dans un délai de quarante jours à compter de la date de cessation du mandat. 
Une participation minimale d'au moins 50 % au second tour était auparavant imposée. Le 9 janvier 2009, cependant, le parlement vote à l'unanimité des 86 députés présents l'amendement XXXI, qui réduit ce quorum aux 40 % actuellement en vigueur. La révision de la constitution intervient alors dans le contexte d'une baisse continue du taux de participation aux élections macédoniennes, faisant craindre une fréquente annulation du scrutin. Lors de la présidentielle organisée en mars de cette même année, la participation descend ainsi à 42,6 % au second tour, permettant de justesse sa validation selon le nouveau quorum.

### Déclaration solennelle
En vertu de l'article 81, le président, « avant de prendre sa fonction, […] fait une déclaration solennelle devant l’Assemblée par laquelle il s’engage à respecter la Constitution et les lois ».

## Fonctions
Selon l'article 84 de la Constitution, les fonctions du président de la République sont les suivantes :
- il « attribue le mandat pour composer le gouvernement de la république de Macédoine du Nord » ;
- il « nomme et révoque par arrêté les ambassadeurs et les délégués de la république de Macédoine du Nord à l’étranger » ;
- il « reçoit les lettres de créance et de révocation des représentants diplomatiques étrangers » ;
- il « propose deux juges de la Cour constitutionnelle de la république de Macédoine du Nord » ;
- il « propose deux membres du Conseil supérieur de la magistrature de la république de Macédoine du Nord » ;
- il « nomme trois membres du Conseil de sécurité de la république de Macédoine du Nord » ;
- il « propose les membres du Conseil pour les rapports entre nationalités » ;
- il « nomme et révoque également d’autres titulaires de fonctions d’État et publiques définies par la Constitution et les lois » ;
- il « attribue des décorations et distinctions en conformité avec la loi » ;
- il « accorde la grâce en conformité avec la loi » ;
- et il « exerce d’autres fonctions définies par la Constitution ».

Il est aussi président du Conseil de sécurité de la république de Macédoine du Nord.

## Statut

### Statut civil et pénal
Le président de la République bénéficie de l'immunité. Celle-ci peut être levée par la Cour constitutionnelle par un vote à la majorité des 2⁄3 du nombre total des juges.
Le président de la République est tenu responsable de toute violation de la Constitution et des lois dans l’exercice de ses droits et tâches. La procédure est ouverte par l’Assemblée par une décision adoptée à la majorité des 2⁄3 des voix du nombre total des députés. Par la suite, la Cour constitutionnelle décide de la responsabilité du président de la République, à la majorité des 2⁄3 du nombre total des juges. « Si la Cour constitutionnelle constate la responsabilité du président de la République, la fonction de celui–ci cesse par force de la Constitution ».

### Résidences
Le président de la République réside à la Villa Vodno à Skopje.

## Succession
L'article 82 de la Constitution dispose qu'« en cas de mort, de démission, d’empêchement définitif d’exercer la fonction ou de cessation du mandat par la force de la Constitution, la fonction de président de la République est exercée par le président de l'Assemblée jusqu'à l'élection du nouveau président de la République ». La Cour constitutionnelle constate que les conditions de cessation de la fonction de président sont établies. Lorsque le président de l’Assemblée exerce la fonction de président de la République, il participe au travail de l’Assemblée sans droit de décision.